# Fojnička rijeka
Die Fojnička rijeka (kroatisch und bosnisch; serbisch Fojnička reka/Фојничка река) ist ein linker Nebenfluss der Bosna in Bosnien und Herzegowina. 
Die Fojnička rijeka entsteht östlich von Fojnica bei Šavnik am Zusammenfluss von Dragača von links und Željeznica von rechts am Fuße des Vranica-Gebirges. Bei Kiseljak weitet sich das Tal zu einer Ebene; dort mündet von rechts die Lepenica ein. In Visoko mündet die Fojnička rijeka nach 46 km in die Bosna. Das Einzugsgebiet des Flusses hat eine Ausdehnung von 727 km².